# Governikus
Governikus wird als Kernsoftware der Governikus GmbH & Co. KG vertrieben. Die Anwendung Governikus basiert auf dem OSCI-Transportprotokoll und wird in allen deutschen Bundesländern sowie beim Bund für elektronisch nachvollziehbare Transaktionen im E-Government und E-Justice eingesetzt.
Die Anwendung beinhaltet Komponenten für die zentralen Aufgaben zur Umsetzung des E-Government Gesetzes. Dazu gehören die elektronische Identifizierung/Authentisierung mittels Personalausweis/Aufenthaltstitel, die Ende-zu-Ende-verschlüsselte und signierte elektronische Kommunikation sowie die Erhaltung und Erstellung von Beweiswerten an papiergebundenen/elektronischen Akten und deren Langzeitaufbewahrung durch qualifizierte elektronische Signaturen und Zeitstempel.
Governikus ist nach Common Criteria Stufe EAL 3+ evaluiert, Common PKI zertifiziert sowie nach dem Signaturgesetz (SigG) bestätigt. Seit 2004 ist Governikus Basiskomponente der Virtuellen Poststelle des Bundes und eine der sechs Anwendungen des IT-Planungsrates.
Durch die Verträge „VPS des Bundes“ und „Projekt Pflege Governikus“ steht die Software dem Bund und 15 Bundesländern sowie deren Kommunen zur Verfügung. Die Weiterentwicklung wird durch die Anforderungen dreier Fachgremien Lenkungsausschuss (Change Beschlüsse und Schwerpunkte), Technikausschuss (Change Advisory Board), Betreiberausschuss (Change Requests aus laufendem Betrieb) sowie den Technischen Richtlinien des Bundesamtes für Sicherheit in der Informationstechnik gesteuert. Sie zielt auf die nationale Standardisierung und Normierung für die Interoperabilität im europäischen Kontext. Über einen weiteren Rahmenvertrag steht Governikus der deutschen Justiz als Serverkomponente für das Elektronische Gerichts- und Verwaltungspostfach bundesweit zur Verfügung.

## Geschichte
Das Produkt ist durch den 1998 von der Bundesregierung ausgerufenen Städtewettbewerb Media@Komm entstanden. In Folge des Wettbewerbs wurde 1999 die Online-Transaktionsplattform bremen online service, die sicher und rechtsverbindlich auf Basis des OSCI-Transportprotokolls kommuniziert, ins Leben gerufen. Aus dem Projektteam gründete sich als Public-Private-Partnership die „bremen online services GmbH & Co. KG“ (kurz bos KG).
2001 wurde der bremen online service zur ersten standardisierten Anwendung auf Basis des OSCI-Protokolls und bekam den Namen OSCAR. 2003 wurde OSCAR zu Governikus und zur Basiskomponente der Virtuellen Poststelle des Bundes. Der Rahmenvertrag „Projekt Pflege Governikus“ mit dem KoopA entstand 2004. Ihm treten bis 2006 elf Bundesländer bei. 2007 wurde das Elektronische Gerichts- und Verwaltungspostfach für die Justiz entwickelt, und das Unternehmen nimmt am Personalpolitik-Programm „berufundfamilie“ teil und erstmals zertifiziert. Ab 2008/2009 richtete das Unternehmen seine Bestrebungen auch nach Europa und beteiligt sich an den EU-Projekten PEPPOL und SPOCS. Es wurde die Vertriebstochter Governikus GmbH & Co. KG gegründet. Entwicklungsseitig wurde der neue Personalausweis und die elektronische Langzeitaufbewahrung fokussiert. 2010 wurde der neue IT-Planungsrat und die Nationale E-Government-Strategie einberufen; damit wurde Governikus zu einer Anwendung des IT-Planungsrates. 2011/2013 stellte das Unternehmen auf agile Softwareentwicklung um. Nach 15 Jahren am Markt führt das Mutterunternehmen „bremen online services“ Produkt- und Unternehmensnamen zusammen. Die Gesellschaften fusionierten und firmieren seit März 2014 als Governikus GmbH & Co. KG.

## Lösungen von Governikus
Das Produktportfolio von Governikus fußt auf drei Säulen: „Sichere Identitäten“, „sichere Kommunikation“ und „sichere Daten“. Die IT-Sicherheitslösungen zählen zu den Standardanwendungen im E-Government und E-Justice.
- Die Produkte aus dem Goverikus eID-Universum bieten funktionsorientierte IT-Sicherheitssoftware, um den Umgang mit elektronischen Identitäten für komplexe Anforderungen zu ermöglichen. Dabei gewährleisten sie für jedes Anwendungsszenario sowohl Interoperabilität als auch die Einhaltung nationaler und internationaler Gesetzgebungen. Hierzu gehören beispielsweise ein eigener eID-Server und die AusweisApp des Bundes, die von Governikus im Auftrag des Bundesamtes für Sicherheit in der Informationstechnik (BSI) kontinuierlich weiterentwickelt wird. Die in den Governikus Produkten enthaltenen Funktionsbausteine ermöglichen eine sichere und verschlüsselte Datenübertragung elektronischer Identitäten, die Identitätsfeststellung und ein Identitätsmanagement.
- Im Produktbereich „Sichere Kommunikation“ bietet Governikus Lösungen an, die Protokolle für den Ende-zu-Ende-verschlüsselten Transport von Nachrichten unterstützen. Zu den sicheren Transportprotokollen zählen z. B. OSCI, XTA, Peppol, AS4. Außerdem gibt es mehrere Anwendungen, die die Anforderungen an den elektronischen Rechtsverkehr (z. B. EGVP) erfüllen. Auch das Handling strukturierter (gemäß den XÖV-Standards) und unstrukturierter Nachrichtenkanäle gelingt mit den Produkten aus dem Governikus-Portfolio.
- Der Produktbereich „Sichere Daten“ umfasst Governikus-Lösungen rund um das digitale Siegel und Signieren von elektronischen Dokumenten und deren Langzeitaufbewahrung. Über die Signatur- und Siegelplattform Governikus DATA Sign ist es Nutzern möglich elektronische Siegel / Signaturen per Ferndiensteanbieter anzubringen und bei Bedarf die Gültigkeit und Authentizität des angebrachten Siegels / der Signatur eIDAS-konform zu prüfen. Data Sign ist nicht auf Ferndiensteanbieter beschränkt. Das Schlüsselmaterial, welches zum Anbringen von Signaturen/Siegeln benötigt wird, kann auch über eine Signatur-/Siegelkarte oder einem Hardware-Sicherheitsmodul (HSM) bereitgestellt werden. Ebenfalls wird selbst erstelltes Schlüsselmaterial für fortgeschrittene Signaturen unterstützt. Governikus deckt ebenfalls das Anbringen von elektronischen Signaturen und Siegeln mit einer Signatur-/ Siegelkarte ab. Eine elektronische Signatur oder Siegel verliert mit den Jahren ihre Gültigkeit. Damit die Dokumente ihre Authentizität und Gültigkeit behalten, müssen diese in einem Bewahrungssystem zur Langzeitaufbewahrung archiviert werden.